# Circonscription électorale de Olten-Gösgen

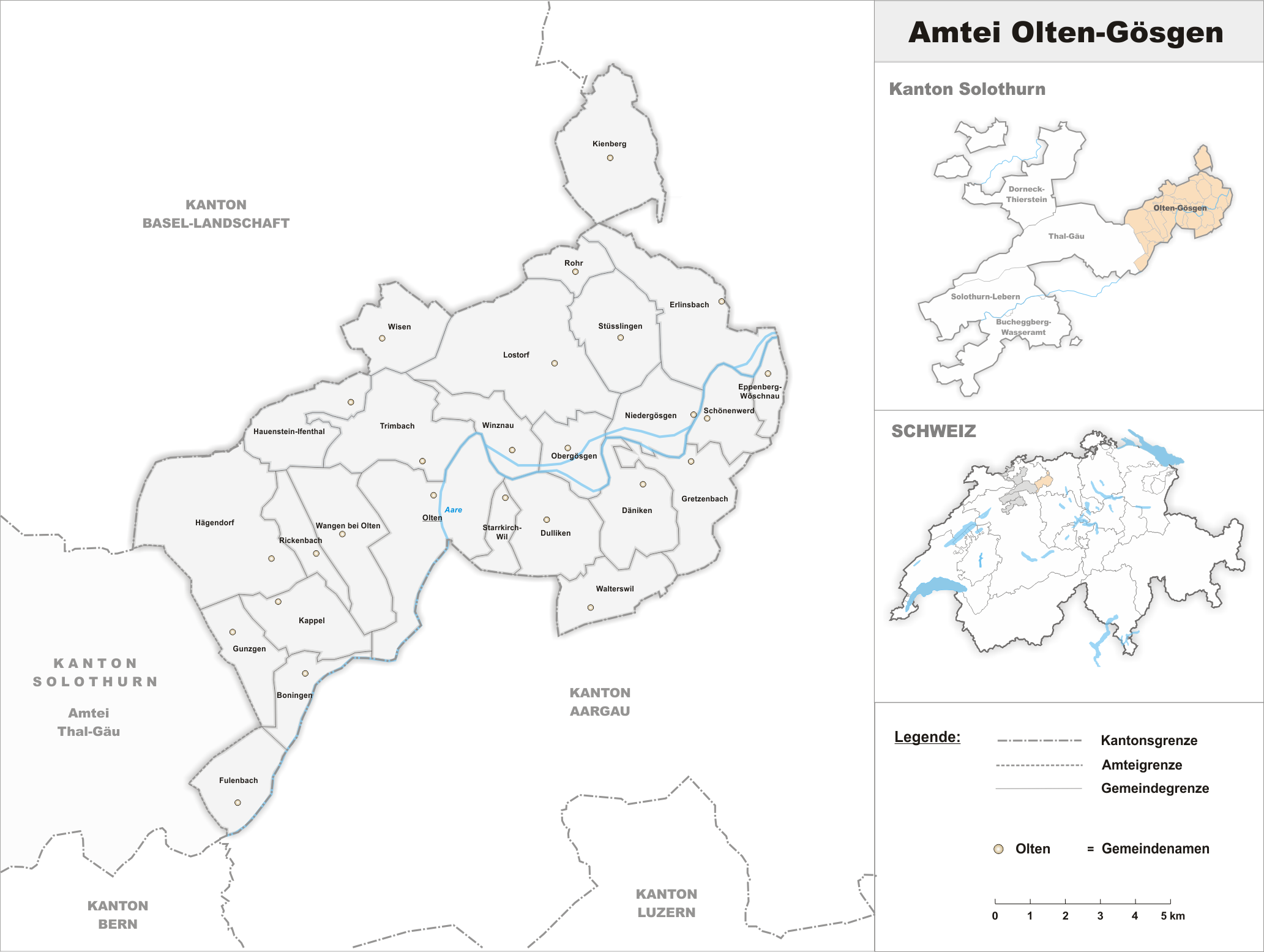
Carte de la circonscription électorale.

La Circonscription électorale de Olten-Gösgen est une circonscription électorale du canton de Soleure en Suisse. Créée en 2005, elle regroupe les districts de Olten et de Gösgen, soit 27 communes et près de 72 400 habitants. 
La circonscription permet d'élire 29 députés au Grand Conseil du canton de Soleure.